# 迪卡魯
迪卡魯（賽夏語：Dikalu），是台灣賽夏族傳說中的人物，他從鬼魂那裡帶來了紅藜釀酒。

## 傳說

### 前往鬼域
迪卡魯是賽夏族部落中的族人，有一次在跟部落夥伴打獵的時候他追著山豬跑進一處山洞哩，卻在那裡遇到了早已去世的大嫂的鬼魂，並且被對方帶到鬼域囚禁起來。但由於鬼域的生活很好，不僅吃的食物是在世的人提供的供品、還有可以釀美酒的紅藜（Iri/Ili），因此迪卡魯一個月內便很快習慣了那裡的生活，不僅不想回家，還開始跟著鬼魂去打獵。

### 偷渡紅藜
在跟鬼魂打獵的時候，鬼魂都是獵到癩蛤蟆、迪卡魯則都獵到山豬，但因為山豬是鬼魂的獵犬，所以他們很生氣地要把他趕回人間。而迪卡魯試圖趁機把紅藜帶回去種，但由於鬼魂嚴格禁止他把鬼界的東西帶走，因此前兩次藏在耳朵裡和腳趾間的嘗試都失敗了，第三次他把紅藜藏在包皮裡才成功騙過鬼魂。

### 釀酒
回到部落後，由於他已經在鬼域生活一整年，妻子以為他死了，還已經把他的衣服全都丟掉。而在安慰完妻子後，迪卡魯拿出紅藜、和妻子一起種在家中的田裡，並且隔年採收後和糯米一起釀成酒，釀好的酒雖然一開始被族人得知是從鬼域拿回來的而被人所害怕，但很快族人都陶醉於酒的美味，紅藜酒因此大受歡迎，迪卡魯也將紅藜分給其他的族人讓他們自己種來釀酒喝。

### 其他版本
另有說法認為賽夏族是因為看到猴子飲用凹石中腐爛的樹果果汁，而發現釀造藜酒的方法。